# Красное Польцо (Пензенская область)
Красное Польцо — поселок в Мокшанском районе Пензенской области. Входит в состав городского поселения рабочий посёлок Мокшан.

## География
Находится в северной части Пензенской области у северо-восточной окраины районного центра посёлка Мокшан.

## История
Известен с 1911 года. С 2005 года некоторое время включался в состав посёлка Мокшан. В 2004 году — 234 хозяйства.

## Население
Численность населения: 338 человек (1959), 474 (1979 год), 591(1989), 677 (1996). Население составляло 703 человека (русские 94 %) в 2002 году, 706 в 2010.